# Adornista
El d'adornista era aquell ofici que manufacturava i instal·lava l'ornamentació que engalanava els carrers, les places, els envelats i els casals a on tenien lloc les festes majors, els banquets, els balls i els discursos oficials. A les ciutats a vegades es dedicaren a aquest ofici els escenògrafs i enveladors, a finals del segle xix.